# 中津川市立福岡中学校
中津川市立福岡中学校（なかつがわしりつ ふくおかちゅうがっこう）は、岐阜県中津川市福岡にある公立中学校。

## 概要
- 中津川市福岡地区（旧・恵那郡福岡町）全域が校区である。
- 中津川市立福岡小学校に隣接し、福岡中学校と福岡小学校をあわせて「曙学園」と称する。曙学園の名称は、1950年に福岡中学校の校長が福岡中学校の通称として名付けたものであり、元は福岡村農業公民学校（1943年開校）の学校の所在地（現在の福岡小学校、福岡中学校の所在地）の通称を「曙」としたことからである。

## 教育目標
- 『 自学　協同　鍛錬 』

## 沿革
中津川市立福岡中学校は、恵那郡福岡町時代の1984年に町内の3つの中学校（福岡中学校・高山中学校・田瀬中学校）を統合し、新たに福岡町立福岡中学校として開校した中学校である。ここでは統合前の福岡中学校を福岡中学校〈旧〉と表記する。
- 1947年（昭和22年）4月1日 - 福岡村立福岡中学校〈旧〉として開校。校区は福岡村大字福岡、大字下野。校舎は福岡村立福岡小学校に隣接する旧・曙青年学校[注釈 1]の校舎を使用。高山分校、田瀬分校を設置。
- 1948年（昭和23年）
  - 5月1日 - 高山分校が高山中学校、田瀬分校が田瀬中学校として独立する。
  - 6月24日 - 岐阜県立中津農林高等学校福岡分校を併設。
  - 10月 - 新校舎が完成。
- 1949年（昭和24年）11月 - 新校舎が完成。岐阜県立中津高等学校福岡分校[注釈 2]と校舎を別々とする。
- 1956年（昭和31年）5月 - 屋内体操場が完成。
- 1962年（昭和37年） - 宮沢賢治「雨ニモマケズ」記念碑の建立。
- 1966年（昭和41年）4月1日 - 町制施行により福岡町となる。同時に、福岡町立福岡中学校〈旧〉に改称する。
- 1973年（昭和48年）10月 - 中学校統合問題が起きる。
- 1982年（昭和57年）6月22日 - 町内の3つの中学校（福岡中学校〈旧〉・高山中学校・田瀬中学校）の統合、及び統合中学校は新たに建設が決まる。
- 1983年（昭和58年）6月 - 福岡町福岡1番地（現在地）に統合中学校の建設が始まる。
- 1984年（昭和59年）
  - 4月1日 - 福岡町内の3つの中学校（福岡中学校〈旧〉・高山中学校・田瀬中学校）を統合。新たに福岡町立福岡中学校として開校。統合校舎未完成のため、廃校となった3つの中学校を仮校舎とする。
  - 9月2日 - 統合校舎が完成。統合校舎での授業を開始。
- 2005年（平成17年）2月13日 - 中津川市が恵那郡坂下町、川上村、加子母村、付知町、福岡町、蛭川村、ならびに長野県木曽郡山口村を編入。同時に中津川市立福岡中学校に改称する。
- 2014年（平成26年） - PC教室を廃止しタブレットPCを導入
- 2015年（平成27年） - 自閉情緒学級新設

## 周辺
- 国道257号
- 中津川市立福岡小学校
- 中津川市福岡総合事務所
- 福岡郵便局
- 付知川
- 二ッ森山
- 北恵那鉄道廃線跡

## 出身人物
- 青山節児 - 中津川市長